# Anne Rivière de Bishop
Anne Rivière de Bishop (Londres, Regne Unit, 9 de gener de 1814 - Nova York, Estats Units, 18 de març, 1884) fou una soprano anglesa.
Filla d'un professor de dibuix, el 1831 es casà amb el compositor sir Bishop del qual en prengué el nom artístic: es distingí en la interpretació d'oratoris i d'altres composicions del seu marit, més tard estudià l'òpera italiana per consell de l'arpista i compositor Bochsa; marxà amb aquest el 1839.
Cantà amb gran èxit en les principals capitals d'Europa les òperes del repertori italià i el 1847 passà als Estats Units, on aconseguí així mateix grans triomfs, com també a Mèxic, Canadà i Repúbliques d'Amèrica Meridional, països que recorregué successivament.
Durant una gira en què visità Austràlia, les Illes Filipines, Índia i Xina, naufragà el vaixell en què Anne viatjava, veient-se aquesta, amb altres companys de viatge, obligada a romandre per espai de quaranta dies en un illot solitari, fins que al cap d'aquest temps els nàufrags foren transportats a una de les Illes dels Lladres, avui Illes Mariannes.
El 1868, Anne perdé la veu, i es retirà del teatre.